# 청양현읍치지
청양현읍치지는 대한민국 충청남도 청양군 청양읍 읍내리에 있다. 2018년 1월 12일 청양군의 향토유적 제12호로 지정되었다.

## 개요
조선시대 청양에 파견된 수령이 거주하며 업무를 보던 곳으로 각종 통치·행정시설들이 입지하여 있었다. 현재 청양초등학교, 읍사무소, 원앙공원 등이 읍치 지이다.

## 같이 보기
- 청양초등학교